# David Harding
David Winton Harding (agosto de 1961) é um empresário bilionário britânico, fundador e CEO do Winton Group. Foi previamente co-fundador do Man AHL (anteriormente Adam, Harding & Lueck).  Sua abordagem favorece estratégias quantitativas de investimento, usando a pesquisa científica como base de decisões comerciais.
Harding também é conhecido por sua filantropia, que inclui uma doação de 100 milhões de libras esterlinas à Universidade de Cambridge, a maior doação de um cidadão britânico a uma universidade. Harding também dotou uma cátedra de pesquisa no Center for Existential Risk em Cambridge e no Instituto Max Planck para o Desenvolvimento Humano.
Com relação à pesquisa científica, Harding estabeleceu um programa de pesquisa sobre a física da sustentabilidade no Laboratório Cavendish da Universidade de Cambridge. Politicamente, Harding atuou como tesoureiro da Britain Stronger in Europe (BSIE) e presidente do comitê de finanças da BSIE.

## Família
Harding tem cinco filhos e é casado com Claudia Harding.